# Die Geschichte vom Astronauten
Die Geschichte vom Astronauten  ist ein deutscher Film von Godehard Giese. Der Film hatte seine Premiere im Wettbewerb des Filmfestival Max Ophüls Preis am 22. Januar 2014. Der Kinostart war am 3. Dezember 2015.

## Handlung
Die erfolgreiche Autorin Charlotte schreibt an ihrem neuen Buch: Die Geschichte vom Astronauten. Um Muße für die Arbeit zu finden, reist sie auf eine Insel im Mittelmeer. Statt komplett fiktional zu arbeiten, greift sie auf die Geschichten ihrer Mitmenschen zurück, um dem Roman mehr Tiefe zu verleihen. Die Wirtin ihrer Pension, Renate, wartet seit Jahren darauf, dass ihr Mann zurückkehrt; für Charlotte ein dankbarer Stoff. Sie macht Renate zu ihrer Titelfigur und verlagert die Geschichte in den Weltraum. Die Auseinandersetzung mit der alten Dame lässt Charlotte jedoch nach und nach auch ihr eigenes Leben hinterfragen und erinnert sie an die eigene schmerzliche Vergangenheit.

## Kritik
Der Filmdienst urteilte, Die Geschichte vom Astronauten sei ein „ambitioniert scheiternder Debütfilm, der sich weder für eine Thriller-Handlung noch für eine Frauenstudie interessiert, sondern übertrieben gewollt mit der Leere von Menschen jenseits der 40 konfrontiert, die sich im passiven Warten auf eine bessere Zeit eingerichtet haben“.

## Auszeichnungen
- achtung berlin 2014: new berlin film award, Beste Produktion
- Evolution Mallorca IFF 2015: Evolutionary Island Award